# Оптимизм (альбом)
Оптимизм — второй официальный альбом группы «Гражданская оборона». Является по сути второй частью альбома «Поганая молодёжь», так как записан в то же время и при тех же условиях.
Пересведён и переиздан наряду с другими альбомами в 2006 году на лейбле «Мистерия звука».

## Стиль альбома
В отличие от альбома «Поганая молодёжь» и более поздних альбомов группы, на альбоме преобладает чистый звук, без наличия шумов и гитарных перегрузов, что сильно выделяет его в общей дискографии группы.

## Список композиций
Слова и музыка всех песен — Егор Летов и Константин Рябинов.
| №   | Название                          | Длительность |
| --- | --------------------------------- | ------------ |
| 1.  | «Я бесполезен»                    | 3:14         |
| 2.  | «Я блюю на ваши дела»             | 2:11         |
| 3.  | «На наших глазах»                 | 3:05         |
| 4.  | «Кленовый лист»                   | 2:08         |
| 5.  | «Эй, бабища, блевани!»            | 2:57         |
| 6.  | «Кто ищет смысл»                  | 3:30         |
| 7.  | «Собака»                          | 3:55         |
| 8.  | «Это не я»                        | 2:04         |
| 9.  | «Оптимизм»                        | 2:06         |
| 10. | «Детский доктор сказал: „Ништяк“» | 4:12         |
| 11. | «Не надо (Зоопарк № 2)»           | 0:36         |

| №   | Название                | Длительность |
| --- | ----------------------- | ------------ |
| 12. | «Не смешно»             | 2:00         |
| 13. | «Старость — не радость» | 2:46         |
| 14. | «Деревья»               | 0:37         |
| 15. | «Хватит!»               | 1:21         |
| 16. | «Мама бля»              | 5:15         |
| 17. | «Поганая молодёжь»      | 2:27         |
| 18. | «33333 (Без названия)»  | 1:13         |

## Участники записи
«Гражданская оборона»*
- Егор Летов — голос, гитары, бас, ударные
- Кузя УО — бас, гитары, голос

Дополнительные музыканты*
- Валерий Рожков — флейта (9)
- Олег «Манагер» Судаков — подпевки (17)

* В соответствии с выходными данными 2005 и 2006 годов от «Мистерии звука» и Moon Records, а также 2017 года от «Выргорода».

## Информация с буклета
Записано в Гроб-студии с 12 по 22 января 1988 года, кроме следующих композиций:
- «На наших глазах» записана в июле 1985 года в ДК «Звёздный» и в январе 1988 года в ГрОб-студии.
- «Оптимизм» записана в августе 1986 у Евгения «Джеффа» Филатова.
- «Не надо» и «Мама бля» записаны в июле 1985 года в ДК «Звёздный».
- «Без названия» записана в 1985 году.

Пересведено и реставрировано c 4 по 7 июля 2005 года Егором Летовым и Натальей Чумаковой. 

Мастеринг — Наталья Чумакова. 

Оформление — Егор Летов.